# Soziale Frauenschule
Soziale Frauenschule nannte man bestimmte zwischen der Jahrhundertwende und dem Anfang der 1920er-Jahre in Deutschland entstandene Bildungsinstitutionen.
Im Zuge der Frauenbewegung verfolgten sie das Ziel einer beruflichen Ausbildung für Frauen im wohlfahrtspflegerischen Bereich. Ein weiteres Ziel war die Überwindung der Not des Ersten Weltkriegs, von der besonders Frauen betroffen waren, die durch qualifizierte weibliche Kräfte unterstützt werden sollten. Die erste „Sociale Frauenschule“ entstand als Fortentwicklung einer Ausbildungsstätte für Kindergärtnerinnen 1908 in Berlin, gegründet von Alice Salomon, die die Schule auch leitete. Sie bot eine breite zweijährige Ausbildung mit theoretischen und praktischen Anteilen nebeneinander. Die Lehrerinnen kamen aus dem Umfeld von Gesundheitsamt und Wohlfahrtsamt und unterrichteten zunächst ehrenamtlich. Bis zum Ersten Weltkrieg gab es in Deutschland 14 Soziale Frauenschulen.
Beispiele für solche Einrichtungen:
| heutiger Name der Schule                                                                                             | Ort                                          | Gründungsdatum     | Gründerin                                                                    |
| --- | -------------------------------------------- | ------------------ | ---------------------------------------------------------------------------- |
| Alice Salomon Hochschule Berlin                                                                                      | Berlin-Schöneberg, später Berlin-Hellersdorf | 15. Oktober 1908   | Alice Salomon                                                                |
| Friedrich-Fröbel-Schule Fachschule für Sozialpädagogik                                                               | Mannheim                                     | 1916               | Marie Bernays Elisabeth Altmann-Gottheiner Alice Bensheimer Julie Bassermann |
| Sozialpädagogisches Institut der Hochschule für Angewandte Wissenschaften                                            | Hamburg                                      | 1917               | Gertrud Bäumer und Marie Baum                                                |
| Hochschule Esslingen vormals Soziale Frauenschule des Schwäbischen Frauenvereins Fachhochschule für Sozialwesen      | Stuttgart später Esslingen                   | 15. September 1917 | Alice Salomon?                                                               |
| Hochschule für angewandte Wissenschaften München vormals Soziale Frauenschule München Fachschule für Sozialpädagogik | München                                      | 1919               | Frieda Duensing ab 1921 Anna Heim-Pohlmann                                   |
| Katholische Hochschule Nordrhein-Westfalen Abteilung Aachen                                                          | Köln später Aachen                           | 8. November 1916   | Katholischer Deutscher Frauenbund durch Hedwig Dransfeld oder Helene Weber   |

## Entwicklungen in der Zeit des Nationalsozialismus
In Deutschland hatten jüdische Frauen bis zur Machtergreifung der Nationalsozialisten einen hohen Anteil an der Entwicklung der Sozialen Arbeit. In der Zeit des Nationalsozialismus kam es zu drastischen Veränderungen. Die Deutsche Akademie für soziale und pädagogische Frauenarbeit wurde 1933 auf Veranlassung Alice Salomons aufgelöst, der Jüdische Frauenbund bis 1939 liquidiert. Früher als an öffentlichen Schulen und Universitäten
kam es zum Ausschluss von Menschen jüdischer Herkunft von den Wohlfahrtsschulen. So wurden an der Sozialen Frauenschule in Berlin unter Leitung von Charlotte Dietrich bis Frühjahr 1934 alle jüdischen Dozentinnen entlassen. Absolventinnen der Schulen, welche „nichtarischer Abstammung“ waren, wurde die staatliche Anerkennung als Wohlfahrtspflegerin durch Erlass verweigert.
Das Berufsbild wurde von der „Wohlfahrtspflegerin“ zur „Volkspflegerin“ umbenannt. Die Tätigkeit hatte im Sinne der NS-Ideologie auf die „Erhaltung“ und „Reinheit“ der „Volksgemeinschaft“ zu zielen.